# هاي (تكساس)
هاي (بالإنجليزية: Hye)‏ هي مدينة أمريكية تقع في ولاية تكساس.